# Beratungsprotokoll (Versicherungsvermittlung)
Das Beratungsprotokoll ist eine gesetzlich vorgeschriebene Dokumentation bei der Versicherungsvermittlung, die der Verbesserung des Verbraucherschutzes dienen soll.

## Entstehung
Am 30. September 2002 wurde vom Rat der Europäischen Union die Richtlinie 2002/92/EG über Versicherungsvermittlung (Europäische Vermittlerrichtlinie) erlassen. Ziel dieser EG-Richtlinie sind die Harmonisierung des Vermittlermarktes und die Verbesserung des Verbraucherschutzes. In Deutschland erfolgte die Verkündung des Gesetzes zur Neuregelung des Versicherungsvermittlerrechts (Vermittlergesetz), durch das die Vermittlerrichtlinie in nationales Recht umgesetzt wurde, am 22. Dezember 2006. Das Vermittlergesetz trat am 22. Mai 2007 in Kraft. Geändert wurden die Gewerbeordnung (GewO), das Gesetz über den Versicherungsvertrag sowie das Versicherungsaufsichtsgesetz.
Im Versicherungsvertragsgesetz (VVG) werden die Beratungspflichten des Versicherungsvermittlers geregelt. Der Versicherungsvermittler ist verpflichtet, jede Beratung – auch telefonische – zu dokumentieren.
Seit dem 22. Mai 2007 (Inkrafttreten des Vermittlergesetzes) hatte jeder Versicherungsvermittler die Beratungspflichten zu erfüllen.
Auf Grundlage des geänderten § 34d Abs. 8 GewO wurde am 18. Dezember 2006 ein Entwurf der Verordnung über die Versicherungsvermittlung und -beratung (Versicherungsvermittlungsverordnung – VersVermV) beschlossen. In § 15 VersVermV werden dem Versicherungsvermittler gewisse Informationspflichten auferlegt.
Mit der Umsetzung der Richtlinie 2004/39/EG über Märkte für Finanzinstrumente (Finanzmarktrichtlinie) im Jahr 2007 kam es für die Anlageberatung zu ähnlichen Beratungspflichten, die ebenfalls die Pflicht zur Erstellung einer Beratungsdokumentation beinhalten.
Nach § 59 Abs. 1 VVG fallen sowohl der Versicherungsmakler als auch der Versicherungsvertreter unter den Begriff des Versicherungsvermittlers. Neben dem Versicherungsmakler, der auf der Seite des Versicherungsnehmers und damit seines Kunden steht, muss auch der Versicherungsvertreter, der im Interesse eines Versicherungsunternehmens tätig ist, die Beratungs- und Dokumentationspflichten erfüllen.
Im Folgenden wird aufgezeigt, welche Angaben ein Beratungsprotokoll enthalten muss.

## Pflichten des Versicherungsvermittlers
Der Versicherungsvermittler hat folgende vier Pflichten nach § 61 Abs. 1 VVG bei der Beratung zu beachten:

### Befragungspflicht
Der Versicherungsvermittler hat den Kunden nach seinen Wünschen und Bedürfnissen zu befragen, soweit die Situation oder die Person des Kunden hierzu Anlass bieten.
Dies bedeutet für den Versicherungsvermittler, dass er bei Kunden, die mit Fragen aus dem Bereich Versicherung nicht bewandert sind, intensiver nachfragen muss, um so die Wünsche und Bedürfnisse abzuklären.
Unter Wünschen versteht man ein allgemeines Bild von einer zukünftigen Situation, deren Eintreten als positiv empfunden wird. Bedürfnisse stellen ein subjektives Mangelempfinden dar, das Konsumverhalten auslöst. Es geht bei der Befragungspflicht also darum, passend zum Anlass der Beratung, die subjektive Welt des Kunden zu erfassen.

### Beratungspflicht
Die Beratung teilt sich immer in zwei Teile, zum einen die Analyse der Ist-Situation und zum anderen die Abgabe einer Empfehlung passend zur Situation und den Wünschen und Zielen des Kunden.
Bei der Ist-Situation geht es vor allem um die familiäre, finanzielle, steuerliche und Vermögenssituation. Hinzu kommen die gegenwärtigen Versicherungsverträge.
Aus den Wünschen und Bedürfnissen des Kunden und der Situationsanalyse ermittelt der Versicherungsvermittler (Makler) den Bedarf, die objektive Feststellung der nötigen Vorgehensweise und evtl. Veränderung oder Anpassung der Versicherungsverträge. Dieser Bedarf ist Basis für die Empfehlung des Versicherungsvermittlers oder den Rat, den er erteilt.

### Begründungspflicht
Der Versicherungsvermittler muss seinen Rat begründen. Dies vor allem im Hinblick auf die Wünsche und Bedürfnisse des Kunden und die gegebene Situation. Kann die vorliegende Situation nicht vollständig gelöst werden, weil beispielsweise die Geldmittel nicht ausreichen oder passender Versicherungsschutz nicht zu beschaffen ist, so sollte auch dies bei der Begründung des Rates vermerkt werden.

### Dokumentationspflicht / Beratungsdokumentation
Die Inhalte der Beratung, also die Erfüllung der Pflichten, sind in einer Dokumentation in Textform festzuhalten (§ 61 Abs. 1 Satz 2 i. V. m. § 62 VVG). Dies muss zunächst nicht schriftlich geschehen, muss jedoch nach Vertragsschluss nachgeholt werden (§ 62 Abs. 2 VVG).
Wichtig ist es, die Entscheidung des Kunden festzuhalten, vor allem, wenn diese von dem erteilten Rat abweicht.
Für einen Urkundenbeweis ist eine Unterschrift des Versicherungsvertreters bzw. -vermittlers hilfreich aber nicht zwingend. Das Dokument ist auch ohne Unterschrift beweiskräftig. Die Verbraucherzentralen empfehlen Versicherungsnehmern, Beratungsprotokolle ihrerseits niemals zu unterzeichnen.
Die Dokumentation ist für alle Versicherungsvermittler verpflichtend. Der Versicherer hat keinen Anspruch auf die Dokumentation und deren Aushändigung, da dieses Gesetz nur für Versicherungsvermittler in diesem Punkt Gültigkeit hat. Erst mit Inkrafttreten des Versicherungsvertragsgesetzes besteht für Vertreter die Verpflichtung zur Weiterleitung der Dokumentation. Wenn die Dokumentation an den Versicherer weitergeleitet werden soll, um beispielsweise bei der Risikobeurteilung genutzt zu werden, so sollte eine Datenschutzerklärung mit dem Kunden vereinbart werden, um die Weiterleitung zu ermöglichen.
Da Mehrfachvertreter Erfüllungsgehilfen und Verrichtungsgehilfen des Versicherers sind, dürfte der Versicherer die Einhaltung der Beratungspflichten zumindest in den Fällen stichprobenartig überprüfen können, in denen bei ihm ein Antrag gestellt wurde.
Für die Archivierung bieten sich insbesondere elektronische Archivierungsmöglichkeiten an, die heute in entsprechender Software bereits angeboten werden.
Der Dokumentation können durchaus Anlagen beigefügt werden, die dann Bestandteil der Dokumentation werden. Dies können DV-gestützte Analysen oder Berechnungen aus anderen Programmen oder der Angebotssoftware des Versicherers sein. Die Anlagen sollten allerdings ausdrücklich aufgeführt werden.
Der Kunde kann gemäß § 61 Abs. 2 VVG auf die „Beratung“ und die „Dokumentation verzichten“. Hierzu ist jedoch eine Verzichtserklärung erforderlich, die den Kunden ausdrücklich darauf hinweist, dass er so seine Ansprüche auf Schadensersatz (§ 63 VVG) gegenüber dem Versicherungsvermittler im Falle einer Verletzung der Beratungs- und Dokumentationspflichten verlieren kann. Diese Verzichtserklärung muss immer auf einem gesonderten Dokument abgegeben werden, sie darf also nicht Bestandteil der Dokumentation oder gar des Antrags sein.
Am Markt werden verschiedene Varianten von Dokumentations- oder Protokollvorlagen angeboten, die sich in ihrer Methodik unterscheiden. Dies ist darin begründet, dass der Gesetzgeber nicht bereit war, eine Musterempfehlung abzugeben, wie dies in Österreich der Fall war. Dies bedeutet, dass erst die Rechtsprechung endgültige Klarheit über die Vorgehensweise bei der Dokumentation liefern wird.
Einerseits entwickeln insbesondere Softwareunternehmen entsprechend den eigenen Bedürfnissen jeweils eigenständige Dokumentationslösungen. In der Regel bestehen untereinander keine Schnittstellen. Die inhaltliche Grundlage bilden unterschiedliche Ansätze, die aus den am Markt vorhandenen Papierformen abgeleitet wurden.
Der Arbeitskreis Beratungsprozesse wurde von Berufsverbänden und Servicegesellschaften ins Leben gerufen und wird von Versicherern finanziell unterstützt. Der Arbeitskreis biete Formulare zum Herunterladen an.
Die Kooperationspartner „EU-Protokoll“ verfolgen eine völlig andere Strategie. Die Partner greifen per XML-Schnittstelle auf das stets aktuelle, sich auf gleichem Niveau befindliche System zu. Die Integration von Gesetzgebung und Rechtsprechung sowie die Systementwicklung erfolgen stets zentral. Diese Kooperation auf der „Maklerseite“ besteht aus mehreren Maklerverbänden und einer größeren Zahl von Softwareunternehmen. Die Vermittlerrichtlinie gibt gewisse Mindestanforderungen vor, die alle Staaten bei der jeweiligen nationalen Gesetzgebung zu beachten haben. Das auf Grundlagen des deutschen Rechtes entwickelte „EU-Protokoll“ kann in Zusammenarbeit mit Kooperationspartnern des jeweiligen EU-Landes an die entsprechenden nationalen Regelungen angepasst werden, da die Gesetze der anderen EU-Staaten ebenfalls auf die Vermittlerrichtlinie zurückgehen. Das „EU-Protokoll“ ist weitgehend kostenfrei. Dieser Dienst wurde jedoch inzwischen eingestellt. Es kann zwar damit weitergearbeitet werden, jedoch erfolgt keinerlei rechtliche Anpassung mehr.
In der gesamten Diskussion um die Vermittlerdokumentation darf nicht übersehen werden, dass viele Versicherungsvermittler ihre Kunden immer noch vor Ort beraten und dort keine Ausdruckmöglichkeit gegeben ist. Deswegen erfolgt die Erfassung derzeit vorwiegend in Papierform. Mischformen sind dergestalt denkbar, dass Dokumente mit bereits bekannten Inhalten im Rahmen der Vorbereitung befüllt werden. Wenn dann der Ausdruck auf NCR-Papier erfolgt (was mit Laser- und Tintendruckern heute möglich ist), kann die Beratung vor Ort in Papierform und anschließend am Computer zu Ende geführt werden.